# Abdiweli Gaas
Abdiweli Mohamed Ali Gaas (en somalí: Cabdiweli Maxamed Cali Gaas y en árabe: عبدالولي محمد علي گاس; Dhusamareb, Somalía, 2 de julio de 1965), más conocido como Abdiweli Gaas, es un político, economista y profesor somalí.

## Biografía
Licenciado en Economía y Administración pública, asistió a numerosas universidades como la Universidad Nacional de Somalía y en Estados Unidos a la Universidad Vanderbilt, Universidad George Mason, Kennedy School of Government y la Harvard Law School de la Universidad de Harvard. Tras finalizar sus estudios superiores, regresó a Somalia. Una vez en su país además de trabajar en el mundo económico, inició su carrera política. Tras el paso de los años estuvo durante casi un año, entre el 19 de junio de 2011 hasta el 17 de octubre de 2012 como Primer ministro de Somalia, sucediendo a Abdullahi Mohamed y a su vez también fue durante un breve período miembro del recién creado Parlamento Federal. 
Como primer ministro del país, se le atribuye el haber inventado la Hoja de ruta para el Fin de la Transición, un proceso político que proporciona puntos de referencia claros que conduzcan a la creación de instituciones democráticas permanentes. Fue sucedido por Abdi Farah Shirdon.
Posteriormente desde el día 8 de enero de 2014, es el 7º Presidente de Puntland, en sucesión de Abdirahman Mohamud Farole.

## Otros datos
Está casado con la profesora Hodan Isse, con la que tiene 4 hijos en común. Habla con fluidez los idiomas: somalí, árabe, italiano e inglés. Durante los años que pasó como estudiante en los Estados Unidos, logró adquirir la nacionalidad estadounidense. Como gran experto en economía, ha publicado numerosas obras en materia economía y también por su labor ha recibido numerosos premios.